# أفاق ماليكوفا
أفاق سوليمان قيزي ماليكوفا (بالأذرية: Afaq Məlikova) - مصممة رقصات معلمة باليه أذربيجانية، فنانة الشعب لجمهورية أذربيجان الاشتراكية السوفيتية(1978).

## حياتها
ولدت أفاق ماليكوفا في 18 يناير، عام 1947 في باكو. تزامنت طفولتها مع سنوات صعبة بعد الحرب.

## نشاتها
كانت أفاق ماليكوفا عازفا منفردا في الفرقة الحكومية الأذربيجانية.
قامت بأداء في العديد من الدول الأجنبية كتركيا وبولندا وفرنسا، وكندا، والبرتغال، وإسبانيا، و إلخ.
منذ عام 1982، كانت تعمل كمديرة فنية لفرقة الرقص الحكومية.